# Parupeneus posteli
Parupeneus posteli is een  straalvinnige vissensoort uit de familie van zeebarbelen (Mullidae). De wetenschappelijke naam van de soort is voor het eerst geldig gepubliceerd in 1967 door Fourmanoir & Guézé.
De soort staat op de Rode Lijst van de IUCN als niet bedreigd, beoordelingsjaar 2009.